# Pedro Barral
Pour les articles homonymes, voir Barral.
Pedro Barral, né le 20 octobre 1994 à Morón en Argentine, est un joueur argentin de basket-ball. Il évolue au poste de meneur.

## Biographie
Pendant dix ans, de 2011 à 2020, Pedro Barral évolue dans son pays avec le club de Obras Sanitarias de Buenos Aires, au plus haut niveau du championnat argentin.
En 2020, il quitte pour la première fois son pays pour s'engager en France à l'ALM Évreux de Pro B. Victime d'une blessure au tout début de la saison, il est cependant coupé par les dirigeants eurois et part jouer en Espagne à Girone (D2 espagnole).
En août 2021, il rejoint le Saint-Quentin Basket-Ball, également en Pro B, pour la saison 2021-2022. Cependant, ses blessures récurrentes ne lui permettent de disputer que deux rencontres de championnat et conduisent les dirigeants picards à rompre son contrat le 2 novembre.
Le 20 novembre, il décide finalement de retourner dans son club de toujours en Argentine, Obras Sanitarias de Buenos Aires, après une expérience décevante en Europe.
En 2023, il remporte la médaille d'or aux Jeux panaméricains avec la sélection argentine.

## Clubs successifs
- 2011-2020 :  Obras Sanitarias de Buenos Aires (LNB)
- 2020-2021 :
  -  ALM Évreux Basket (Pro B)
  -  CB Girona (LEB Oro)
- 2021 :  Saint-Quentin Basket-Ball (Pro B)
- Depuis 2021 :  Obras Sanitarias de Buenos Aires (LNB)

## Palmarès
- Liga Sudamericana 2011
- Jeux Panaméricains 2023